# Cerebratulus alleni
Cerebratulus alleni är en djurart som tillhör fylumet slemmaskar, och som beskrevs av Wijnhoff 1912. Cerebratulus alleni ingår i släktet fläsknemertiner, och familjen Cerebratulidae. Inga underarter finns listade i Catalogue of Life.